# داربي الجنوبية (دائرة انتخابية في المملكة المتحدة)
داربي الجنوبية (بالإنجليزية: Derby South)‏ هي إحدى الدوائر الانتخابية في المملكة المتحدة الممثلة في مجلس العموم في برلمان المملكة المتحدة.
عضو البرلمان الذي يمثلها حالياً هو :Rt Hon Margaret Beckett (Lab).